# پرهون‌یوکی
پرهون‌یوکی (انگلیسی: Perhonjoki) یک رودخانه در فنلاند در منطقه اوستروبوتنیای مرکزی است. این رود ۱۱۴ کیلومتر (۷۱ مایل) طول دارد و به خلیج بوتنیان می‌ریزد.